# Karen Redfern
Karen Redfern Goes (* 4. Dezember 1963 in São Paulo) ist eine ehemalige brasilianische Squashspielerin.

## Karriere
Karen Redfern spielte in den 1990er-Jahren auf der WSA World Tour. Sie stand sowohl 1992 als auch 1993 im Hauptfeld der Weltmeisterschaften, schied dabei aber jeweils in der ersten Runde gegen eine gesetzte Spielerin in drei Sätzen aus. 1992 unterlag sie Heather Wallace, 1993 Suzanne Horner.
Mit der brasilianischen Nationalmannschaft nahm sie an den Weltmeisterschaften 1992 und 2000 teil. Darüber hinaus gehörte sie mehrfach zum brasilianischen Aufgebot bei weiteren Meisterschaften. Sie wurde 1991 erstmals Panamerikameisterin und verteidigte diesen Titel im Folgejahr erfolgreich. Beide Male war María Castro ihre Finalgegnerin. Mit Adriana Moura und Flavia Roberts sicherte sie sich bei den Panamerikanischen Spielen 1999 in Winnipeg im Mannschaftswettbewerb die Bronzemedaille. Im Einzel erreichte sie das Viertelfinale. Weitere Teilnahme bei Panamerikanischen Spielen folgten 2003 in Santo Domingo und 2007 in Rio de Janeiro. Dabei belegte sie 2003 mit der Mannschaft erneut den dritten Platz, diesmal an der Seite von Flavia Roberts und Patricia Pamplona. Bei den Südamerikaspielen 2010 gewann sie im Doppel mit Tatiana Borges Bronze, während sie mit der Mannschaft die Silbermedaille gewann.
Von 1991 bis 2004 wurde Redfern 14 Mal in Folge brasilianische Landesmeisterin. Nach einer Finalniederlage gegen Thaisa Serafini im Jahr 2005 gelang ihr ein Jahr darauf nochmals ein weiterer Titelgewinn. Sie hat einen Sohn und eine Tochter.

## Erfolge
- Panamerikameisterin: 1991, 1992
- Brasilianische Meisterin: 15 Titel (1991–2004, 2006)
- Panamerikanische Spiele: 2 × Bronze (Mannschaft 1999 und 2003)
- Südamerikaspiele: 1 × Silber (Mannschaft 2010), 1 × Bronze (Mixed 2010)